# Vojtovce
Vojtovce (rusínsky Войтівці, německy Vogthau, maďarsky Vojtvágása, do roku 1902 Vojtóc) jsou obec na Slovensku v okrese Stropkov. První zmínka o obci je z roku 1408. Žije zde 98 obyvatel.

## Poloha
Obec Vojtovce leží v bočním údolí řeky Ondavy, oddělena hřebenem od města Stropkov, které leží asi dva kilometry západně. Okolní zalesněný terén Ondavské vrchoviny dosahuje jihovýchodně od Vojtovců výšky přes 500 metrů nad mořem.
Vojtovce jsou obklopeny sousedními obcemi Breznička na severu, Potôčky na východě a Stropkov na jihu a západě.
Obec vede podél silnice Stropkov-Sitník přes Vojtovce a Brezničku do Veľkropu.

## Památky
- Pravoslávny chrám Zesnutí Svaté Bohorodičky z roku 1848[2]

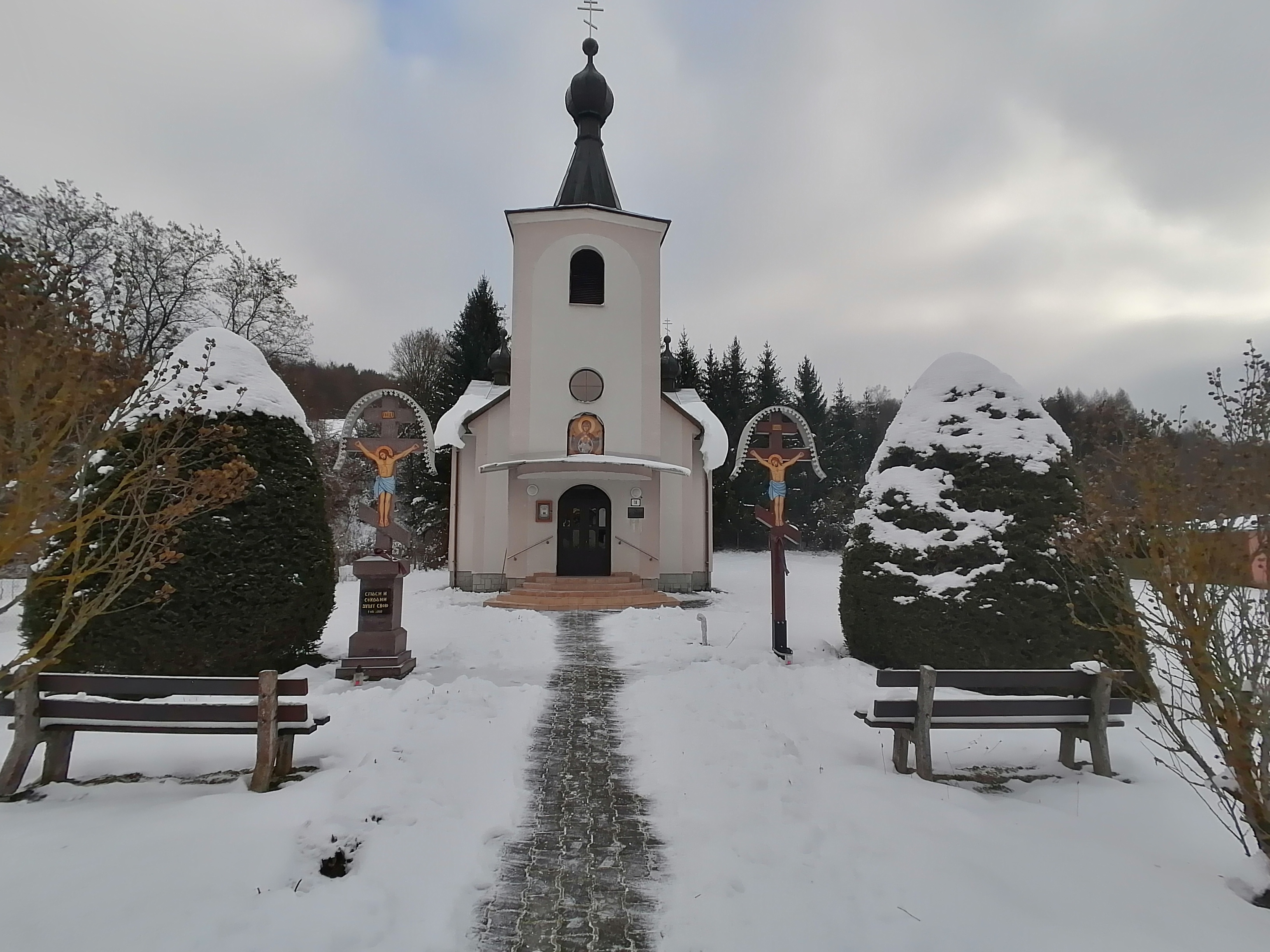